# Hermann Ferdinand Rogalla von Bieberstein

Hermann F. Rogalla von Bieberstein

Das Wappen der Familie Rogalla von Bieberstein

Hermann Ferdinand Theodor Rogalla von Bieberstein (* 20. Januar 1824 in Nahrten, Kreis Guhrau, Niederschlesien; † 15. Oktober 1907 in Fredericksburg, Gillespie County, Texas) war ein deutsch-amerikanischer Bauingenieur und Geodät in Texas. Viele der von ihm vermessenen texanischen County- und Staatsgrenzlinien haben noch heute ihre Gültigkeit. Sein Vetter 2. Grades Hermann Rogalla von Bieberstein (1823–1906) kam auf demselben Schiff in die USA; beide siedelten in Texas und beide waren Bauingenieur und Landvermesser.

## Familie
Er entstammte einem alten, 1440 aus Rogale Dzierzbia in Nordmasowien kommend in Preußen besitzlich gewordenen und 1599 im Adel bestätigten preußischen Adelsgeschlecht Rogalla von Rogale (normannisch-germanisch-baltisch: Rogala polnisch: Rogalski), das ab 1740 den Namen Rogalla von Bieberstein annahm, und war der jüngste Sohn des königlich preußischen Majors Ferdinand Rogalski (1771–1843), ab 1785 Rogalla von Bieberstein, und der Charlotte Trützschler von Falkenstein (1790–1850). Geschwister: Maria (* 1819 Nahrten), Robert (* 1820 Nahrten), Richard (* 1822 Nahrten).
Bieberstein heiratete in erster Ehe am 13. Juli 1858 in Fredericksburg (Gillespie County) die deutsche Einwanderin Carolina (Lina) Schuchardt (* 8. April 1834 in Hersfeld, Hessen-Kassel; † 4. Dezember 1875 in Fredericksburg nach der Geburt von Sohn Hermann), die Tochter des Conrad Schuchardt (1760–1853), Boyneburgischer Gesamtrichter zu Reichensachsen (heute Ortsteil von Wehretal), danach Gerichtsbeamter in Breitungen/Werra, Brotterode und zuletzt Hersfeld (alle vier Orte früher zu Hessen-Kassel gehörend), und dessen zweiter Ehefrau Wilhelmine Hartert († 1853). Carolina war erst ein Jahr zuvor (1857) mit Bruder August eingewandert, ihr Bruder Julius (1822–1895) war bereits seit 1845 als einer der ersten deutschen Texas-Siedler in Fredericksburg, Bruder Carl (1827–1882) war ihm 1851 schon gefolgt. Hermann und Carolina hatten die drei Kinder Richard (* 1859), Anna (1861–1870) und Hermann (1875–1876).
In zweiter Ehe heiratete er am 26. August 1879 in Fredericksburg seine Cousine Constanze Rogalla von Bieberstein (* 11. März 1826 in Bohrau, Kreis Strehlen, Niederschlesien; † 26. August 1908 in Fredericksburg), die Tochter des Salomon Rogalla von Bieberstein (1784–1839) und der Luise von Kulessa (1786–1857). Constanze war von Bohrau aus eigentlich nur zu Besuch nach Fredericksburg gekommen war. Die Ehe mit Vetter Hermann blieb kinderlos.

## Leben
Zunächst begann Bieberstein am 30. August 1837 eine Militärlaufbahn im Kadettenhaus Köslin (Provinz Pommern) in der 1. Kompanie. Am 12. August 1838 wird er in das Kadettenhaus Berlin versetzt. Wohl von dort kommt er 1842 in das Infanterie-Regiment 22 nach Neisse, wo er 1843–1846 mit seinem ältesten Bruder Robert als Sekondeleutnant erwähnt ist. Wie zuvor dieser wird Bieberstein mit seinem zweiten Bruder Richard (Infanterie-Regiment 17) zur Allgemeinen Kriegsschule nach Berlin geschickt. 1844 wohnen die Brüder in der Friedrichstrasse 114.
Dort muss er bald seinen Dienst quittiert haben, denn er beschloss, gemeinsam mit seinem gleichnamigen Vetter, mit dem er befreundet war, 1846 in die USA auszuwandern. Ob beide diesen Entschluss aus politischem oder wirtschaftlichem Grund fassten, ist nicht überliefert. Am 28. August 1846 reisten die Biebersteins ab Bremerhaven in einer Gruppe von 120 Auswanderern (29 Personen mit Bestimmungsort Galveston und 91 mit Zielort New Braunfels in Texas) an Bord der „Elisa & Charlotte“ unter dem Kommando eines Kapitäns Wendt und trafen am 20. Oktober 1846 in Galveston ein, nur ein Jahr nach dem Beitritt des Staates Texas zur Union der Vereinigten Staaten.
Nach der Ankunft trennten sich die Wege der beiden Biebersteins. Der hier beschriebene jüngere Hermann siedelte sich im „Latin Settlement“ Fredericksburg (Texas) im späteren Gillespie County an.
Wenige Jahre später verlegte er seinen Wohnsitz in den benachbarten Mason County (Texas), der allerdings erst am 2. August 1858 offiziell gegründet wurde. Wohl nach dem Herkunftsort seiner Ehefrau erhielt seine Ortschaft den Namen Hersfeld (Texas). Bieberstein erwarb eine kleine Farm, wurde am 17. März 1858 amerikanischer Staatsbürger, wurde mit Gründung des Mason Countys am 2. August als County Officer zum offiziellen Landvermesser (County Surveyor) gewählt und in dieser Position am 6. August 1860, 1862 und 1866 wiedergewählt (A History of Mason County, Hrsg.: Mason County Historical Commission). Mindestens seit 2. Juni 1858 bis zum 13. August 1861 war er außerdem Posthalter des ersten Postamts in Hersfeld.
Während des amerikanischen Bürgerkriegs (1861–1865) war Bieberstein nicht als Soldat bei der Armee der Südstaaten im Kriegseinsatz, sondern diente mindestens ab März 1861 bis 1864 als Captain und Kompaniechef bei der Minute Companie der Texas State Troops, vergleichbar etwa mit dem deutschen Bundesgrenzschutz, im zweiten Grenzabschnitt (Mason County und Kimble County) und war im Fort Mason, dem Vorläufer der Stadt Mason (Texas), stationiert.
Nach diesem Einsatz wurde Bieberstein 1864 zunächst County Clerk (Staatsbeamter) des Mason Countys, doch schon bald vom Provinzgouverneur 1865 erneut zum Landvermesser (County Surveyor) ernannt (siehe oben).
Eigentlich war er 1869 wiedergewählt worden, doch während der texanischen Selbständigkeit musste wohl auch Bieberstein zu den Texas Rangers und diente dort von 1869 bis zum 31. Mai 1871 als Captain in der Kompanie G der texanischen Grenztruppen, die im Camp am Spring Creek im Gillespie County stationiert war.
Von 1871 bis mindestens 1902 (als 78-Jähriger) arbeitete Bieberstein wieder in alter Position als Landvermesser (County Surveyor), diesmal aber nicht nur im Mason County, sondern auch für den Llano County, Menard County und den Gillespie County.

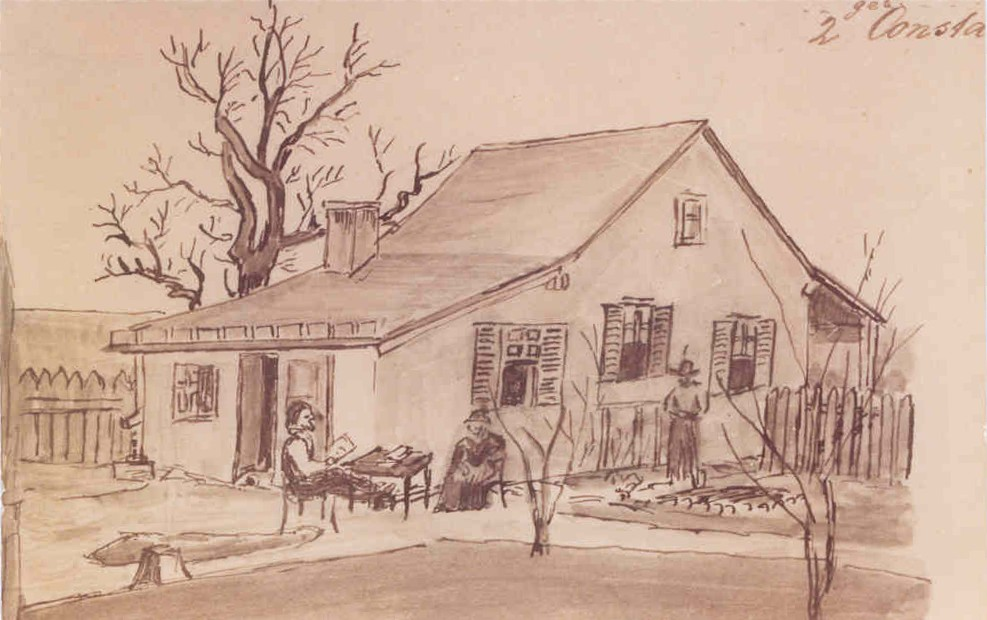
Hermann Rogalla von Bieberstein (links) mit Familie vor seinem Farmhaus bei Fredericksburg

Im Jahr 1877 schloss er einen Maklervertrag über ein großes Stück Land in der Größe von 17.704 Acres an der Grenze zu New Mexico, das er in kleineren Einheiten weiterverkaufen und 10 % als Courtage behalten wollte. Nachdem er aber das Land inspiziert hatte, bat er einige Monate später darum, von seinem Vertrag zurücktreten zu dürfen, da dieses Land für Siedler ungeeignet und von feindlichen Indianern bewohnt sei. Heute sind genau dort die größten Ölfelder von Texas.
Er kaufte sich bei Fredricksburg eine kleine Farm; das Farmhaus (siehe Zeichnung) entstand wohl um 1885. Die sechs Kühe (1896) versorgte Ehefrau Constanze.
Bieberstein engagierte sich auch in der Lokalpolitik. Im Juli 1880 gehörte er zu den Gründungsmitgliedern und wurde Erster Vizepräsident der „Gillespie County Association and Live Stock Raising“, einem Landwirtschaftsverein. Im April 1886 war er Gründungsmitglied des Kunstvereins „Casino“ in Fredericksburg.

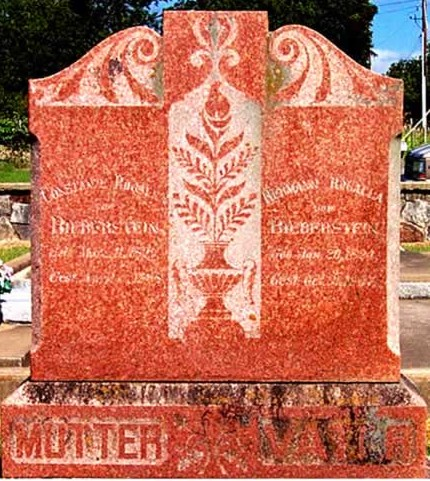
Grabmal des Ehepaares Hermann und Constanze Rogalla von Bieberstein, Stadtfriedhof Fredericksburg

Von Juni bis November 1890 war Bieberstein Friedensrichter des Gillespie Countys.
Am 16. Oktober 1907 starb Bieberstein – genau wie sein gleichnamiger Vetter im Washington County – im hohen Alter von 83 Jahren, am 26. August 1908 starb seine Frau Constanze. Beide wurden, wie schon zuvor seine erste Ehefrau Carolina, auf dem Stadtfriedhof von Fredericksburg begraben.